# NASA3部作
『NASA3部作』（ナサさんぶさく）は、イギリスのSF作家であるスティーヴン・バクスターによって書かれた3作のハードSF小説。1996年から1998年に発行された。 これらの本は、異なる状況におけるアメリカの宇宙開発計画の可能性を探っている。3部作として扱われているが、それぞれの作品は全く独立した物語である。別の世界の彼の他の作品よりも暗いトーンで書かれており、NASAに対して批判的である。 
以下の作品で構成されている 
| タイトル | 出版年 | 説明 |
| -------- | ------ | --- |
| Voyage   | 1996   | 3人の乗組員が、アポロ宇宙ロケットをベースにした宇宙船で火星に向かう。 平行したストーリーは、プログラムの開発と宇宙飛行士の選択を扱う。 1997年アーサー・C・クラーク賞ノミネート 。 |
| Titan    | 1997   | 改良されたスペースシャトルとアポロ宇宙ロケットに乗った乗組員達は、土星の衛星タイタンで、有機化合物を発見する。 1998年アーサー・C・クラーク賞ノミネート 。                         |
| Moonseed | 1999   | アポロ18号のミッションにより「ムーンシード」と呼ばれる未知の物質が地球に持ち込まれ、自己複製ナノボットによるグレイグーの脅威が迫る。                                              |